# Мацуда, Юсаку
Юсаку Мацуда (яп. 松田 優作 Мацуда Ю:саку, 21 сентября 1949, Симоносеки, Ямагути, Япония — 6 ноября 1989) — японский актёр.

## Биография
Юсаку Мацуда родился в городе Симоносеки в префектуре Ямагути. Год его рождения был записан в документах как 1950-й из-за ошибки родителей при заполнении документов.
Мацуда стал актёром, когда ему было 23 года, сыграв роль новичка-полицейского в телесериале под названием «Тайё ни хоэро!». Кроме этой роли, другой определяющей работой на телевидении для него стал сериал «Тантэй-моногатари» («Детективная история»), где он сыграл частного детектива. В дальнейшем Мацуда принял участие в других фильмах и телесериалах, специализируясь в основном на боевиках. В 1989 году снялся в фильме «Чёрный дождь» в команде с Ридли Скоттом, Майклом Дугласом и Энди Гарсией в главных ролях. В том же году после съёмок Мацуда умер от рака мочевого пузыря.
Был женат на актрисе Миюки Мацуде, с которой у них было трое детей. Двое сыновей, Рюхэй и Сёта, впоследствии стали актёрами.

## Наследие
Необычная причёска и другие внешние черты персонажа Мацуды в «Тантэй-моногатари» послужили вдохновением при создании главного персонажа аниме и манги Cowboy Bebop — Спайка Шпигеля. Также на основе этого персонажа был создан один из героев популярной серии манги и аниме One Piece, Кудзан, главный персонаж видеоигры Onimusha 2: Samurai's Destiny и протагонист манги и аниме Кулак Полярной звезды Кэнсиро. В честь Мацуды 1 июня 2007 года был назван астероид 79333 Юсаку.